# Лега Про
Лега Про е третото ниво на футбола в Италия. Състои се от 60 отбора. Серия Б съдържа 20 отбора до 2002 – 2003. В лигата още участва и отбор от Сан Марино.

## История
Лигата е основана през 1929 година като полупрофесионална лига. През първата година участват 54 отбора. Серия С е реформирана през 1978 година, като в първенството участват 108 отбора. През 2009 г. е преименувана на Лега про.

## Победители
| Място | Отбор                                          | Брой победи |
| ----- | ---------------------------------------------- | ----------- |
| 1     | Лече                                           | 34          |
| 2     | Пиаченца                                       | 32          |
| 3     | Козенца                                        | 30          |
| 4     | Кремонезе, Емполи, Прато, Салернитана, Тревизо | 29          |
| 5     | Биелизи, Римини, Сиракуза                      | 28          |
| 6     | Анкона, Легнано, Равена                        | 26          |
| 7     | Арецо, Савона                                  | 25          |